# Parnell Jacobs
Parnell Jacobs è un personaggio dei fumetti, creato da Kurt Busiek (testi) e Sean Chen (disegni), pubblicato dalla Marvel Comics. La sua prima apparizione avviene in Iron Man (vol. 3) n. 11 (dicembre 1998).

## Biografia del personaggio
Commilitone di Rhodes nel corpo dei marines, al termine della guerra i due si gettano in un'impresa mercenaria tuttavia, dato che i lavori trovati da Jacobs risultano sempre più violenti e privi di senso, alla fine Rhodey decide di andarsene accettando il lavoro offertogli tempo prima da Stark. Contemporaneamente, grazie ai soldi guadagnati con il suo lavoro sporco, Jacobs sposa la dottoressa Glenda Sandoval (presentatagli dall'ex-socio) e si trasferisce a Londra.
Impossessatosi per caso dei resti dell'armatura di War Machine, Jacobs la studia e prima la usa come base per creare nuove armi da vendere alla Baintronics, l'industria di Madame Minaccia, e poi la indossa per testare le suddette armi e abbattere la concorrenza. Ciò lo porta a scontrarsi con Iron Man e Warbird. Dopo che Rhodes scopre l'identità dell'uomo dietro l'armatura tenta di convincerlo ad abbandonare la vita da supercriminale ma, nonostante sia spalleggiato dalla moglie di Jacobs, Glenda, non ottiene l'effetto sperato e l'ex-socio fugge per una località ignota unicamente per venire ritrovato dal criminale Rampage e ucciso.
Sebbene successivamente lo si scopra essere in qualche modo sopravvissuto e, apparentemente redento, aiuti il War Machine originale ad affrontare la minaccia della tecnologia Ultimo di Morgan Stark.

## Poteri e abilità
Jacobs è un marine finemente addestrato nel combattimento corpo a corpo e nell'uso delle armi da fuoco. La sua armatura ha più o meno le stesse funzioni dell'armatura di War Machine originale ma è molto più grossa e pesante e, di conseguenza, lenta. Possiede un vasto arsenale incorporato di cui fanno parte un gigantesco cannone al plasma e una pistola "pulse-phaser" nonché due enormi ganasce sulla schiena.